# Saint-Ennemond
 Saint-Ennemond  là một xã ở tỉnh Allier thuộc miền trung nước Pháp.